# Mistrovství světa v ledním hokeji 2026 (Divize III)
Mistrovství světa v ledním hokeji 2026 (Divize III) se bude konat v Jižní Africe a v Hong Kongu. Divize A se bude hrát v Kapském Městě od 13. dubna 2026 do 19. dubna 2026. Divize B se bude hrát v Hong Kongu od 13. dubna 2026 do 19. dubna 2026. 

## Divize A

### Týmy
| Thajsko             | 6. místo v Divizi II – skupina B 2025 – sestup |
| Mexiko              |                                                |
| Turecko             |                                                |
| Turkmenistán        |                                                |
| JAR                 |                                                |
| Bosna a Hercegovina |                                                |

## Divize B

### Týmy
| Lucembursko   | 6. místo v Divizi III – skupina A 2025 – sestup |
| Severní Korea | 2. místo v Divizi III – skupina B 2024          |
| Hongkong      | Pořadatel                                       |
| Filipíny      |                                                 |
| Uzbekistán    |                                                 |
| Mongolsko     |                                                 |